# Synetocephalus atricornis
Synetocephalus atricornis är en skalbaggsart som först beskrevs av Henry Clinton Fall 1910.  Synetocephalus atricornis ingår i släktet Synetocephalus och familjen bladbaggar. Inga underarter finns listade i Catalogue of Life.